# Over-Heembeek
Over-Heembeek is een plaats in het noorden van de Belgische hoofdstad Brussel. Met Neder-Heembeek vormt de plaats Neder-Over-Heembeek, gelegen ten westen van het Zeekanaal Brussel-Schelde.

## Geschiedenis
Heembeek nabij de Zenne is een van de oudste genoemde plaatsen in het Brusselse. Er ontstonden twee bidplaatsen. Neder-Heembeek lag in het noorden, stroomafwaarts op de Heembeek, Over-Heembeek in het zuiden, stroomopwaarts. In de 12de eeuw kwamen beide parochies onder het patronaat van de abdij van Dielegem. Ook bestuurlijk vormden ze twee heerlijkheden. De Ferrariskaart uit de jaren 1770 toont Over-Heembeek ten zuidwesten van Neder-Heembeek. In 1814 werden de parochies samengevoegd, nadat in 1813 ook de gemeente Neder-Over-Heembeek was ontstaan, die onafhankelijk bleef tot die in 1921 bij Brussel werd gevoegd.

## Bezienswaardigheden
- De Sint-Niklaaskerk, waarvan de geschiedenis teruggaat tot de 12de eeuw. De toren is nog een restant van de oude romaanse kerk. De kerk werd in 1939 ontwijd en werd daarna gebruikt als cultureel centrum.